# EK Brigittenau
Der Eishockeyklub Brigittenau (EK Brigittenau) war ein Eishockeyverein aus dem Wiener Stadtbezirk Brigittenau. Er begann mit seiner Arbeit 1934 und wurde im November 1934 in den österreichischen Eishockeyverband aufgenommen. Der Verein trainierte auf dem WAF-Platz, Brigittenauer Lände 236, dem früheren Robert-Blum-Platz. 

## Wiener Eishockeymeisterschaft
In der Wiener Meisterschaft wurde der EK Brigittenau 1934 der Gruppe B-1 der 2. Klasse zugeteilt. Schon in der ersten Saison konnte er den ersten Platz dieser Gruppe erreichen. Somit spielte er in der Saison 1935/36 bei drei eingeteilten Klassen in der zweiten Spielklasse. Bei sechs in der Spielklasse befindlichen Vereinen konnte wiederum das beste Ergebnis erzielt werden und somit der Aufstieg in die 1. Klasse der Wiener Eishockey-Meisterschaft der Saison 1936/37 erreicht werden. Hier waren der Wiener AC, MEC, Merkur und St. Pölten die Gegner. Auf Grund der guten Spielweise konnte man den zweiten Platz in dieser Saison erreichen. Da zur Saison 1937/38 zwei Vereine in die Liga, der höchsten Spielklasse in der Wiener Eishockey-Meisterschaft, aufsteigen konnten, gehörte der EKB nun zu den vier besten Eishockeyvereinen in Wien. Durch den Anschluss Österreichs im Frühjahr 1938 konnten die Meisterschaften nicht vollständig zu Ende gespielt werden.